# Jon Gruden
Jon David Gruden (* 17. August 1963 in Sandusky, Ohio) ist ein amerikanischer American-Football-Trainer. Er war von 1998 bis 2001 und von 2018 bis 2021 Head Coach der Oakland/Las Vegas Raiders in der National Football League (NFL). Zwischen seiner Zeit bei den Raiders war er von 2002 bis 2008 Head Coach der Tampa Bay Buccaneers, mit denen er 2002 den Super Bowl XXXVII gewann. Er war der jüngste Trainer, der einen Super Bowl gewann, ehe ihn Mike Tomlin 2009 als Rekordhalter ablöste. Nach seiner Zeit bei den Buccaneers arbeitete er als Footballkommentator für ESPN. 

## Frühes Leben
Gruden wurde am 17. August 1963 in Sandusky, Ohio, geboren und ist slowenischer Abstammung. Sein Vater arbeitete später als regionaler Football-Scout, Quarterback-Coach und Leiter der Spielerpersonal-Abteilung bei den Tampa Bay Buccaneers. Sein Bruder Jay spielte und trainierte in der Arena Football League und war zuletzt Head Coach der Washington Redskins.
Gruden ist römisch-katholisch erzogen worden, und war als Kind Fan der Cleveland Browns. Mit 15 besuchte er die Clay High School in South Bend, Indiana, wo sich die University of Notre Dame befindet, wo sein Vater als Assistent von Cheftrainer Dan Devine arbeitete. Nach seinem Abschluss im Jahr 1981 besuchte Gruden das Muskingum College in New Concord, Ohio, welches er nach nur einem Jahr verließ und zur University of Dayton wechselte. Dort war er drei Jahre Backup-Quarterback der Flyers unter Head Coach Mike Kelly. Gruden bekam wenig Spielzeit, aber während seiner drei Saisons hatten die Flyers eine 24-7 Statistik. 1986 beendete er sein Studium mit einem Abschluss in Kommunikation.

## Trainerkarriere

### College
Nach seinem Abschluss an der University of Dayton war Gruden von 1985 bis 1986 Assistenztrainer des Footballteams an der University of Tennessee. Im Anschluss an die Zeit bei den Volunteers war er zwei Jahre Quarterback-Trainer an der Southeast Missouri State. 1989 wechselte Gruden für ein Jahr als Wide-Receiver-Coach an die University of the Pacific. Danach war er Assistent unter Quarterback-Coach Mike Holmgren. Im März 1991 wurde Gruden unter Head Coach Paul Hackett Wide-Receiver-Coach der University of Pittsburgh.

### NFL
Im Januar 1992, im Alter von 28 Jahren, wurde Gruden von Mike Holmgren, seinem ehemaligen Chef bei den San Francisco 49ers, als Wide-Receiver-Trainer bei den Green Bay Packers eingestellt. Nach drei Saisons in Green Bay wurde Gruden der Offensive-Coordinator der Philadelphia Eagles unter dem ehemaligen Co-Trainer der Packers, Ray Rhodes. Gruden wurde dann vom Eigentümer und General Manager der Oakland Raiders, Al Davis, zum neuen Head Coach der Raiders für die Saison 1998 gewählt.

#### Oakland Raiders (1998–2001)
Unter Gruden verzeichneten die Raiders in den Jahren 1998 und 1999 zwei aufeinanderfolgende Spielzeiten mit einer Bilanz von 8-8 und gaben den letzten Platz in der AFC West ab. Nachdem Quarterback Rich Gannon zu den Raiders stieß, führte Gruden die Raiders an die Spitze des AFC West und sie bestritten die Playoffs in drei aufeinander folgenden Spielzeiten von 2000 bis 2002 (die dritte Saison war unter Cheftrainer Bill Callahan). Oakland beendete die Saison 2000 mit 12:4, die erfolgreichste Saison des Teams seit zehn Jahren, und dem ersten Divisionstitel seit 1990. Sie erreichten schließlich die AFC-Championship, wo sie mit 16:3 gegen die späteren Super-Bowl-Sieger Baltimore Ravens verlor. Im Jahr 2001 hätten die Raiders mit einem 10-6-Rekord in die Play-offs zurückkehren können, aber in der AFC-Divisionalround erwies sich ein negierter Fumble als kostspielig, da sie in der Verlängerung vom späteren Super-Bowl-Meister New England Patriots mit 16-13 besiegt wurden. Während Gruden bei den Raiders war, erhielt Gruden den Spitznamen „Chucky“ von Raiders Verteidiger Grady Jackson, der dachte, dass der Trainer wie die fiktive Figur „Chucky“ im Slasher-Film Child's Play von 1988 aussah.

#### Tampa Bay Buccaneers (2002–2008)
Nachdem Gruden in vier Spielzeiten mit den Raiders eine 40:28-Bilanz (einschließlich Playoffs) aufgestellt hatte, ersetzte er den entlassenen Tony Dungy als Cheftrainer der Tampa Bay Buccaneers im Jahr 2002 durch einen High-Stakes-Handel, der Tampa Bay's First-Round Picks 2002 und 2003, Second-Round-Picks 2002 und 2004 und 8 Millionen US-Dollar beinhaltete. Der Handel fand aus einer Reihe von Gründen statt, darunter Davis 'Wunsch nach einem eher vertikalen Passangriff anstelle von Grudens horizontalem Passangriff. Zudem die Tatsache, dass Grudens Vertrag ein Jahr nach dem Handel auslaufen würde, und Davis' Unsicherheit darüber, ob Gruden so viel Geld wert war. Gruden unterzeichnete einen Fünfjahresvertrag mit den Buccaneers im Wert von 17,5 Millionen US-Dollar.
Die Suche der Buccaneers nach einem Cheftrainer hatte mehr als zwei Monate gedauert. Tampa Bay hatte Interesse an Gruden bekundet, aber Davis hatte sich ursprünglich geweigert, ihn von seinem Vertrag zu entlassen. Das Team sprach anschließend mit mehreren anderen Trainern und glaubte, dass ein Deal mit Bill Parcells zustande kommen würde, bevor Parcells von dem Deal zurücktrat. Berichten zufolge, weil Mike Tannenbaum ihm sagte, er solle den Job wegen der Schwierigkeiten bei der Gehaltsobergrenze in Tampa Bay, nicht annehmen. Mit der schwierigen Suche der Buccaneers, der Tatsache, dass der Trainer, den die Buccaneers wollten, nur noch ein Jahr Vertrag hatte, und der sofortigen Einstellung von Dungy durch die Indianapolis Colts, begannen viele Fans und Sportkommentatoren offen zu hinterfragen, ob die Buccaneers mit der Entlassung von Dungy den richtigen Weg gegangen sind. Nur eine große Einstellung konnte die Kritiken beruhigen, was möglicherweise die Hauptmotivation für die Bucs war, so viel auf sich zu nehmen wie für die Übernahme von Gruden.
Unmittelbar nach seiner Ankunft in Tampa Bay hat Gruden die Offense durch die Anstellung zahlreicher freier Spieler erheblich umgerüstet. Seine Entschlossenheit, die schwach performende Offensive zu reparieren, inspirierte Tampas Verteidigung zu einem weiteren Nr. 1-Ranking, das dem Team zu einer 12-4-Saison verhalf. Sowohl die Offensive als auch die Defensive haben in den Playoffs Fortschritte gemacht. Die Buccaneers verzeichneten eine Punktedifferenz von 23 Punkten pro Spiel, die höchste durchschnittliche Playoff-Gewinnspanne eines Super Bowl Gewinners zusammen mit den Dallas Cowboys von 1992. Die Fans waren besonders mit einem Sieg im NFC Championship Game gegen die Philadelphia Eagles zufrieden, dem Team, das Tampa Bay in der Wild Card-Runde zwei Jahre hintereinander mit einem kombinierten Ergebnis von 52:12 besiegt hatte. Gruden war besonders mit einem dominanten Sieg über sein altes Team, die Raiders, im Super Bowl XXXVII zufrieden. Trotz des Super-Bowl-Sieges gab es viele, die Grudens Sieg hauptsächlich auf die Verteidigung zurückführten, die Trainer Tony Dungy und Defensecoordinator Monte Kiffin während Dungys Amtszeit bei den Buccaneers geschaffen hatten. Gruden seinerseits dankte Dungy öffentlich und freundlich für seine Beiträge zum Gewinn der Lombardi Trophy bei der Super Bowl XXXVII-Zeremonie.
Grudens Mantra für die Saison 2002 war „Pound the Rock“, ein Hinweis auf das Engagement des Laufspiels. Gruden ging sogar so weit, ein großes Stück Granit in der Umkleidekabine auszustellen, eine Taktik, die von den Jacksonville Jaguars nachgeahmt wurde. (Der Slogan der Jaguars, „Keep choppin 'wood“, wurde jedoch negativ behaftet, als Punter Chris Hanson sein Bein, beim Hacken von Holz an einer Axt verletzte.) Als er nach dem Gewinn des Super Bowl XXXVII nach Tampa zurückkehrte, führte er eine Menschenmenge im Raymond James Stadium am, die diesen Satz sang. Es schien jedoch im folgenden Jahr aus dem Gedächtnis verschwunden zu sein und wurde nicht aktiv vermarktet oder auf Videoboards des Stadions angezeigt.
Als der frühere General Manager der Raiders, Bruce Allen, 2004 zu den Buccaneers kam, hatte Gruden endlich die von ihm gewünschte Partnerschaft zwischen General Manager und Cheftrainer. Während der Salary Cap das Team weiterhin plagte (das zwischen 2004 und 2009 das geringste Geld in der Liga ausgab) brachten die Drafts 2004 und 2005 einige beeindruckende Spieler hervor, darunter Carnell „Cadillac“ Williams, Gewinner des NFL-Offensive Rookie of the Year 2005.
2005 gab es auch eine Rückkehr in die Playoffs, da die Buccaneers trotz des Verlusts des Startquarterback Brian Griese und einiger kontroverser Trainerentscheidungen, einschließlich einer Two-Point-Conversion in den letzten Sekunden, um die Washington Redskins zu besiegen, einen überraschenden 11-5-Rekord aufstellten. Die Redskins würden später nach Tampa Bay zurückkehren und die Buccaneers aus der Wildcard-Runde der Playoffs eliminieren.
Im Jahr 2006 führte Gruden die Buccaneers zu einer schwachen 4-12 Saison, die seine schlechteste Bilanz als Cheftrainer war. Die Saison 2006 war das erste Mal seit 1991, dass ein Team aus Tampa Bay nicht mehr als vier Spiele gewonnen hat.
In einem Interview mit Ira Kaufman von The Tampa Tribune am 28. März 2007 diskutierte Joel Glazer, Executive Vice President der Buccaneers, den Zustand der Buccaneers. Während des Interviews verteidigte Joel Glazer Grudens Leistung unter Berufung auf verlorene Draft-Picks, Verletzungen und Probleme mit der Gehaltsobergrenze. Er sagte jedoch auch: „Mittelmäßigkeit wird für die Buccaneers niemals Standard sein, aber wir müssen weitermachen.“
Im Jahr 2007 löste sich das Team schließlich von Gehaltsbeschränkungen und vereinigte Gruden mit einem mobilen Westcoast-Quarterback, dem ehemaligen Pro Bowler und Gray-Cup-Sieger Jeff Garcia. Die Buccaneers kehrten 2007 mit einer 9-7-Bilanz in die Playoffs zurück, darunter fünf Divisionssiege (nachdem sie die Starter für die letzten beiden Spiele geschont hatten). Dies trotz schwerer Verletzungen, die mehrere Spieler am Ende der Saison erlitten haben. Trotz dieser Widrigkeiten erklärte Gruden: „Die Zukunft hier ist so rosig, dass ich Sonnenbrillen tragen muss.“
Im Jahr 2008 wurde Gruden mit einer Vertragsverlängerung bis zur Saison 2011 belohnt. Am 30. November feierte Gruden seine 100. Karrieresieg gegen die New Orleans Saints. Im Dezember waren die Buccaneers auf dem besten Weg, in die Playoffs zu kommen, eine Woche Pause und einen Heimvorteil zu gewinnen. Die Buccaneers waren jedoch im Dezember sieglos, was nicht zuletzt auf einen Zusammenbruch der Defensive zurückzuführen war, bei dem das Team durchschnittlich 30,75 Punkte pro Spiel kassierte. Am 28. Dezember wurden die Buccaneers von den Oakland Raiders aus den Playoffs ausgeschlossen, das Team von dem Gruden nach Tampa Bay ging. Die Buccaneers beendeten die Saison mit vier Niederlagen in Folge, und Gruden wurde am 16. Januar 2009 nach sieben Spielzeiten mit dem Team von den Buccaneers gefeuert.

#### Karriere nach Tampa Bay
Im Mai 2010 wurde Gruden freiwilliger Assistent des Offensivtrainers an der Carrollwood Day School in Tampa, Florida. Kurz nach seiner Entlassung aus Tampa Bay gründete Gruden die Fired Football Coaches Association. Die Organisation (ein „Football-Thinktank“) hatte ihren Hauptsitz in einem gemieteten Büro in einem Einkaufszentrum in Tampa. Es war bekannt, dass die FFCA eine große Menge an Spiel- und Spielerfilmen sowie Spielbücher sammelte. Von Gruden war bekannt, dass er eigene Spielpläne hatte, die er über die Jahre, in denen er nicht aktiv trainierte, auf dem neuesten Stand hielt. Viele Trainer wie Chip Kelly, Urban Meyer, Jim Haslett, Rick Venturi, Sean McVay, Greg Schiano, Monte Kiffin und viele Spieler kamen in die Einrichtung, um Aufnahmen anzusehen und mit Gruden zu sprechen. Gruden schloss die FFCA, als er 2018 zum Coaching zurückkehrte und das Spiel- und Spielerfilme zusammen mit den anderen Informationen, die er dort hatte, nach Oakland verlegte.

#### Oakland/Las Vegas Raiders
Nach neun Jahren Abwesenheit als Trainer in der NFL kündigten die Raiders am 6. Januar 2018 die Rückkehr von Gruden als Cheftrainer an. Gruden unterzeichnete einen 10-Jahres-Vertrag über 100 Millionen US-Dollar, einen der größten Verträge in der Geschichte der Liga, der auch eine No-Trade-Klausel enthält. Damit wurde die Lücke geschlossen, durch die die Raiders ihn gegen Draft Picks und Bargeld an die Buccaneers verkauften. Gruden kehrte sechs Jahre nach dem Versuch von Raiders-Besitzer Mark Davis, ihn zurück zu den Raiders zu locken, tatsächlich zurück. Gruden sagte, er sei zurückgekommen, weil er an Wettkämpfen teilnehmen musste. „Ich habe es satt, in einem dunklen Raum zu sitzen und mir das Band selbst anzusehen“, sagt Gruden. „Ich nahm an Rumba-Tanzkursen teil; das hielt nicht an - ich war nicht gut. Ich kaufte ein Boot; ich habe es nie benutzt. Lebe auf einem Golfplatz; ich spiele nie. Ich würde früh zum FFCA gehen und als nächstes weiß ich, dass es 10:30 Uhr nachts ist. Ich denke, Sch****. Ich verschwende meine Zeit. Ich muss an Wettkämpfen teilnehmen.“ Zu seinen ersten Schritten gehörte die Unterzeichnung mehrerer Veteranen, der Draft von Kolton Miller in der ersten Runde des Drafts 2018 und der Trade mit Khalil Mack für die First-Round-Picks 2019 und 2020 sowie der spätere Trade mit Amari Cooper gegen einen First-Round-Pick der Dallas Cowboys. Im ersten Jahr gab es eine 4-12 Bilanz mit dem Team. Im folgenden Jahr führte Gruden die Raiders aufgrund einer starken Rookie-Klasse zu einer 6-4-Bilanz. Nach dem Ausfall von vielen wichtigen verletzten Spielern beendeten die Raiders ihre letzte Saison in Oakland mit 1:5 und 7:9.
Nachdem im Oktober 2021 diverse E-Mails veröffentlicht wurden, wo Gruden unter anderem DeMaurice Smith, dem Vorsitzenden der NFLPA rassistisch beleidigte. Er hatte auch über mehrere Teameigner sowie zahlreiche weitere Personen beleidigt sowie sexistische, homo- und transsexuellen-, frauenfeindliche Bemerkungen gemacht. Zudem per E-Mails auch Oben-ohne-Bilder von Frauen, darunter auch zwei Cheerleader Washingtons, verschickt haben. Er gab unter Druck der NFL seinen Rücktritt am 11. Oktober 2021 bekannt.

### Statistik als Head Coach
| Team                               | Jahr                     | Regular Season | Regular Season | Regular Season | Regular Season | Regular Season                   | Playoffs | Playoffs    | Playoffs   | Playoffs                                                         |
| ---------------------------------- | ------------------------ | -------------- | -------------- | -------------- | -------------- | -------------------------------- | -------- | ----------- | ---------- | ---------------------------------------------------------------- |
| Team                               | Jahr                     | Siege          | Niederlagen    | Unentschieden  | Siege in %     | Ergebnis                         | Siege    | Niederlagen | Siege in % | Ergebnis                                                         |
| Oakland Raiders                    | 1998                     | 8              | 8              | 0              | 50             | 3. der AFC West                  | –        | –           | –          | –                                                                |
| Oakland Raiders                    | 1999                     | 8              | 8              | 0              | 50             | 4. der AFC West                  | –        | –           | –          | –                                                                |
| Oakland Raiders                    | 2000                     | 12             | 4              | 0              | 75             | 1. der AFC West                  | 1        | 1           | 50         | Niederlage gegen die Baltimore Ravens im AFC Championship Game   |
| Oakland Raiders                    | 2001                     | 10             | 6              | 0              | 62,5           | 1. der AFC West                  | 1        | 1           | 50         | Niederlage gegen die New England Patriots im AFC Divisional Game |
| Tampa Bay Buccaneers               | 2002                     | 12             | 4              | 0              | 75             | 1. der NFC South                 | 3        | 0           | 100        | Super Bowl XXXVII Sieger                                         |
| Tampa Bay Buccaneers               | 2003                     | 7              | 9              | 0              | 43,8           | 3. der NFC South                 | –        | –           | –          | –                                                                |
| Tampa Bay Buccaneers               | 2004                     | 5              | 11             | 0              | 31,4           | 4. der NFC South                 | –        | –           | –          | –                                                                |
| Tampa Bay Buccaneers               | 2005                     | 11             | 5              | 0              | 68,8           | 1. der NFC South                 | 0        | 1           | 0          | Niederlage gegen die Washington Redskins im NFC Wild-Card-Game   |
| Tampa Bay Buccaneers               | 2006                     | 4              | 12             | 0              | 25             | 4. der NFC South                 | –        | –           | –          | –                                                                |
| Tampa Bay Buccaneers               | 2007                     | 9              | 7              | 0              | 56,3           | 1. der NFC South                 | 0        | 1           | 0          | Niederlage gegen die New York Giants im NFC Wild-Card-Game       |
| Tampa Bay Buccaneers               | 2008                     | 9              | 7              | 0              | 56,3           | 4. der NFC South                 | –        | –           | –          | –                                                                |
| Tampa Bay Gesamt                   | Tampa Bay Gesamt         | 57             | 55             | 0              | 50,9           |                                  | 3        | 2           | 60         |                                                                  |
| Oakland Raiders                    | 2018                     | 4              | 12             | 0              | 25             | 4. der AFC West                  | –        | –           | –          | –                                                                |
| Oakland Raiders                    | 2019                     | 7              | 9              | 0              | 43,8           | 3. der AFC West                  | –        | –           | –          | –                                                                |
| Las Vegas Raiders                  | 2020                     | 8              | 8              | 0              | 50             | 2. der AFC West                  | –        | –           | –          | –                                                                |
| Las Vegas Raiders                  | 2021                     | 3              | 2              | 0              | 60             | nach fünf Spielen zurückgetreten | –        | –           | –          | –                                                                |
| Oakland/Las Vegas Gesamt           | Oakland/Las Vegas Gesamt | 60             | 57             | 0              | 51,3           |                                  | 2        | 2           | 50         |                                                                  |
| Gesamt                             | Gesamt                   | 117            | 112            | 0              | 51,1           |                                  | 5        | 4           | 55,6       |                                                                  |
| Quelle: pro-football-reference.com |                          |                |                |                |                |                                  |          |             |            |                                                                  |

## Rundfunkkarriere
Im Mai 2009 wurde Gruden von ESPN als Experte für die Übertragungen von Monday Night Football engagiert und ersetzte damit Tony Kornheiser. Er arbeitete auch als Analyst für die Berichterstattung von ESPN über den NFL Draft und die Postseasonspiele im College-Football und kommentierte den Rose Bowl 2010 und das BCS National Championship Game 2010 bei ESPN Radio sowie den Outback Bowl 2011 und Orange Bowl 2011 bei ESPN. Im Frühjahr 2012 stand Gruden im Mittelpunkt der Serie Jon Gruden's QB Camp, in dem er den NFL-Entwicklungsprozess mit potenziellen Quarterback NFL Draftees, darunter Andrew Luck und Robert Griffin III, durchging, in dem er gelegentlich darüber spricht, was er für den besten Spielzug im Football hält (ein Play-Action-Pass namens „Spider 2 Y-Banana“, bei dem der Fullback eine flache Route läuft und das Hauptziel ist). Während der Sendung Monday Night Football vergab Gruden eine wöchentliche Auszeichnung namens „Gruden Grinder“ an den besten Spieler des Spiels in dieser Woche.
Er unterzeichnete ab September 2012 eine Vertragsverlängerung mit ESPN, die seine Amtszeit bei dem Sender um weitere fünf Jahre verlängerte. Am 15. Dezember 2014 einigten sich Gruden und ESPN auf eine Vertragsverlängerung bis 2021, erlaubten jedoch einen Austritt, falls er zum Coaching zurückkehren wolle. Der Deal machte Gruden zum bestbezahlten Angestellten bei ESPN. Nachdem er sich dafür entschieden hatte, in der NFL-Saison 2018 mit den Raiders ins Trainergeschäft zurückzukehren, war das AFC-Wild-Card-Spiel 2017 zwischen den Tennessee Titans und den Kansas City Chiefs sein letztes Spiel für ESPN.

## Andere Aktivitäten
In der Saison 2024 war Gruden als Berater der Milano Seamen in der European League of Football tätig.
Seit Mai 2025 ist Gruden Miteigentümer der Nashville Kats, die in der Arena Football One spielen.